# Ricardo Rodríguez de la Vega
Ricardo Rodríguez de la Vega (Cidade do México, 14 de fevereiro de 1942 — Cidade do México, 1 de novembro de 1962) foi um piloto mexicano de Fórmula 1. Era irmão mais novo do também piloto de Fórmula 1 Pedro Rodríguez, que obteve mais sucesso em sua carreira.
Aos 19 anos, que ele foi convidado para dirigir para a Ferrari no Grande Prêmio da Itália de 1961 tornando-se o mais jovem piloto a participar de um Grande Prêmio de Fórmula 1 (19 anos e 208 dias), pela Scuderia Ferrari que se manteve até 26 de julho de 2009, com seu recorde sendo superado por Mike Thackwell, Jaime Alguersuari e Max Verstappen(seu recorde é em 17 anos e 166 dias, no Grande Prêmio da Austrália de 2015). Pilotou uma Ferrari 156 com um motor V6. Ele correu, alternando a ponta com Phil Hill e Richie Ginther, até que ele se retirou devido a uma falha na bomba de combustível. Ele terminou o Mundial de Pilotos na 12ª posição em 1961. Em 1962, pela Ferrari obteve o segundo lugar no Grande Prêmio de Pau, terminou em sexto lugar no Grande Prêmio da Alemanha de 1962, quarto lugar na Grande Prêmio da Bélgica - em Spa-Francorchamps - onde se tornaria o mais jovem piloto a pontuar na Fórmula 1 em sua época.
Em seu segundo ano de carreira, após apenas seis corridas, faleceu aos 20 anos de idade após uma falha nos freios de sua Lotus. O motivo da falha até hoje não explicada, e a morte de Ricardo causou luto nacional no México.
Ricardo Rodríguez também foi o piloto mais jovem a morrer na Formula 1.

## Resultados

### Fórmula 1
| Ano  | Entrada          | Chassi      | Motor      | 1       | 2       | 3     | 4   | 5   | 6     | 7       | 8   | 9   | Pontos | Posição |
| ---- | ---------------- | ----------- | ---------- | ------- | ------- | ----- | --- | --- | ----- | ------- | --- | --- | ------ | ------- |
| 1961 | Scuderia Ferrari | Ferrari 156 | Ferrari V6 | MON     | NED     | BEL   | FRA | GBR | GER   | ITA Ret | USA |     | 0      | NC      |
| 1962 | Scuderia Ferrari | Ferrari 156 | Ferrari V6 | NED Ret | MON DNS | BEL 4 | FRA | GBR | ALE 6 | ITA Ret | EUA | AFS | 4      | 13º     |

### 24 Horas de Le Mans
| Ano  | Equipe                     | Veículo            | Co-piloto       | Colocação | Nota                    |
| ---- | -------------------------- | ------------------ | --------------- | --------- | ----------------------- |
| 1959 | Automobili Osca            | Osca Sport 750TN   | Pedro Rodríguez | DNF       | Bomba de água           |
| 1960 | North American Racing Team | Ferrari 250TR59    | André Pilette   | 2º        | Vitória na Classe S 2.0 |
| 1961 | North American Racing Team | Ferrari 250TRI/61  | Pedro Rodríguez | DNF       | Motor                   |
| 1962 | SpA Ferrari SEFAC          | Ferrari Dino 246SP | Pedro Rodríguez | DNF       | Caixa de engrenagem     |

### 12 Horas de Sebring
| Ano  | Equipe                     | Veículo            | Co-piloto(1)     | Co-piloto(2)        | Co-piloto(3)      | Posição | Nota             |
| ---- | -------------------------- | ------------------ | ---------------- | ------------------- | ----------------- | ------- | ---------------- |
| 1959 | Alejandro de Tomaso        | Osca S750          | Isabelle Haskell | Alejandro de Tomaso | Denise McCluggage | 18º     |                  |
| 1960 | North American Racing Team | Ferrari Dino 196S  | Pedro Rodríguez  |                     |                   | DNF     | Kupplungsschaden |
| 1961 | NART                       | Ferrari 250TR60    | Pedro Rodríguez  |                     |                   | 3º      |                  |
| 1962 | North American Racing Team | Ferrari Dino 246SP | Pedro Rodríguez  |                     |                   | DNF     | Motor            |